# Bistum Owensboro
Das Bistum Owensboro (lateinisch Dioecesis Owensburgensis, englisch Diocese of Owensboro) ist eine in Kentucky in den Vereinigten Staaten gelegene römisch-katholische Diözese mit Sitz in Owensboro.

## Geschichte
Papst Pius XI. gründete es mit der Apostolischen Konstitution Universi catholici am 9. Dezember 1937  aus Gebietsabtretungen des Erzbistums Louisville, dem es auch als Suffragandiözese unterstellt wurde.

## Territorium
Das Bistum Owensboro umfasst die Countys Allen, Ballard, Breckinridge, Butler, Caldwell, Calloway, Carlisle, Christian, Crittenden, Daviess, Edmonson, Fulton, Graves, Grayson, Hancock, Henderson, Hickman, Hopkins, Livingston, Logan, Lyon, Marshall, McCracken, Muhlenberg, McLean, Ohio, Simpson, Todd, Trigg, Union, Warren und Webster des Bundesstaates Kentucky.

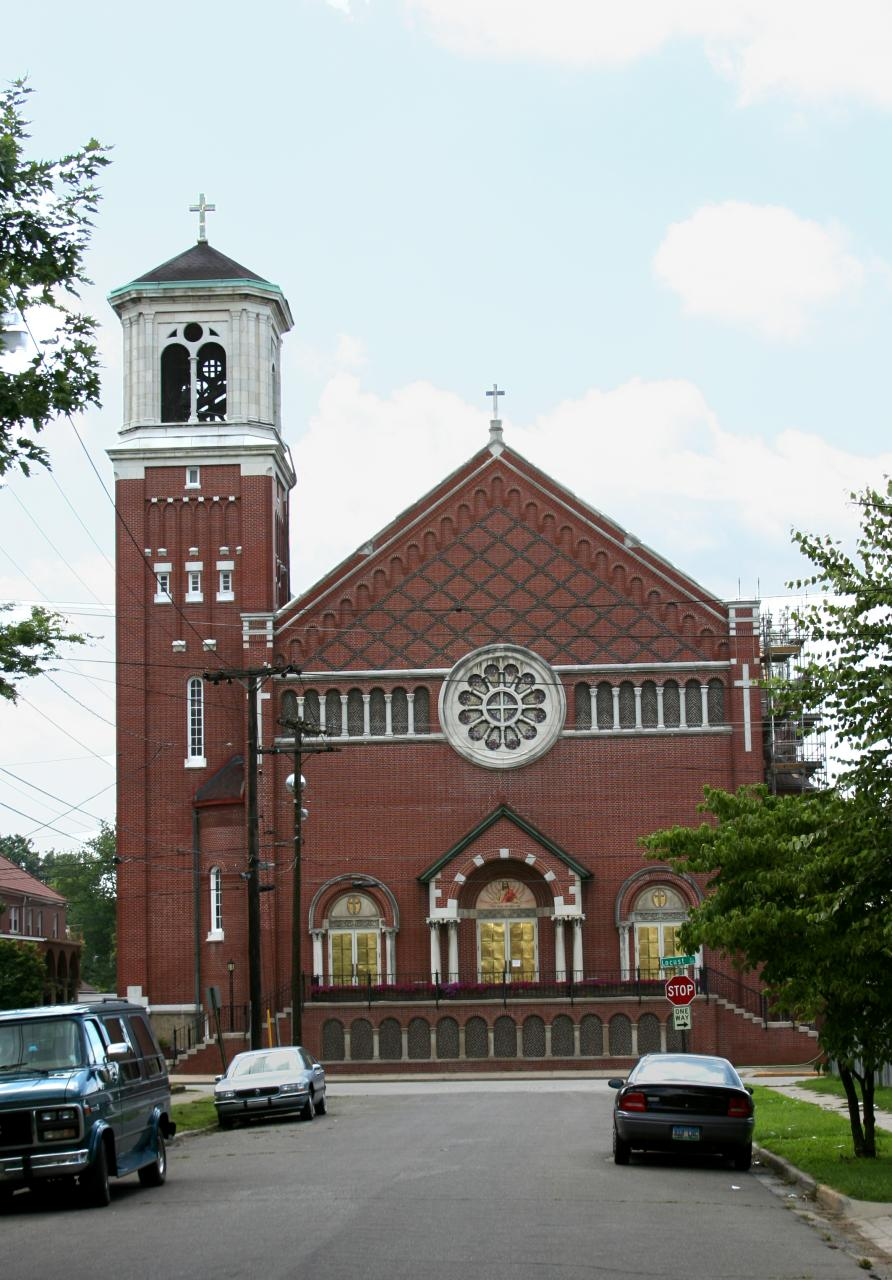
St. Stephen Cathedral

## Bischöfe von Owensboro
- Francis Ridgley Cotton (16. Dezember 1937–25. September 1960)
- Henry Joseph Soenneker (10. März 1961–30. Juni 1982)
- John Jeremiah McRaith (23. Oktober 1982–5. Januar 2009)
- William Francis Medley (seit 15. Dezember 2009)